# Graphviz

Graphique montrant la contiguïté des régions françaises

Graphviz (diminutif de Graph Visualization Software) est un ensemble d'outils open source, créés par les laboratoires de recherche d'AT&T, qui manipulent des graphes définis à l'aide de scripts suivant le langage DOT. Cet ensemble fournit aussi des bibliothèques permettant l'intégration de ces outils dans diverses applications logicielles.
Graphviz est un logiciel libre distribué selon l'Eclipse Public License.

## Outils principaux
Parmi les outils permettant de générer ou utiliser les fichiers DOT, par exemple pour proposer une visualisation :
dot
un outil en ligne de commande pour exporter une représentation visuelle du graphe décrit dans différents formats, comme PostScript, PDF, SVG, PNG ou encore Xfig
neato
un moteur d'affichage utilisant un algorithme de dessin basé sur les forces
sfdp
un moteur d'affichage pour de très grands graphes non orientés
fdp
un autre moteur d'affichage pour graphes non orientés
twopi
pour un affichage radial
circo
pour un affichage circulaire
dotty
une interface graphique pour visualiser et modifier les graphes
lefty
un outil programmable qui affiche des graphes au format DOT et permet à l'utilisateur de faire des actions avec la souris

## Applications faisant usage
Quelques applications utilisant Graphviz ou le format DOT :
- Outils de documentation ou rédaction dans lesquels on peut intégrer des graphes Graphviz :
  - AsciiDoc[3]
  - Doxygen[4]
  - Org-mode
  - Sphinx
- Outils permettant d'exporter une description en DOT pour une visualisation avec Graphviz :
  - ArgoUML, PlantUML (UML)
  - Bison[5] et Menhir[6] (la grammaire du langage)
  - FreeCAD (dépendances)
  - GenGraph[7] (génération de graphe généraliste)
  - Gramps (arbre généalogique)
  - Puppet (ressources)

#### Extensions et dérivés
- (en) Plugin Graphviz pour DokuWiki
- (en) Version de Graphviz pour MacOS X réalisée par Pixelglow Software
- (en) Extension obsolète GraphViz pour MediaWiki